# Петнист червен дърволаз
Петнистият червен дърволаз, известен още като ягодов отровен дърволаз (Oophaga pumilio), е вид малка и силно отровна жаба от семейство дърволази (Dendrobatidae). Видът е незастрашен от изчезване.

## Разпространение и местообитание
Видът е разпространен в тропическите гори на Централна Америка на надморска височина до 960 метра. Среща се от източните части на централна Никарагуа през Коста Рика до северозападната част на Панама. Обитава влажни низини и гори, но големи популации се срещат и в обезпокоени райони с насаждения. Предвижват се на сянка по земята или по клоните на ниски храсти.

## Описание
Тя е дневен и главно сухоземен вид. Има сравнително малки размери, като нараства на дължина до приблизително 17,5 – 22 мм. Кожата е относително гладка. Гърбът е яркочервен с малки черни петна. Краката обикновено са черни или черносини. Коремът е червен, понякога червеносин, кафяв или бял.
Жабите от този вид са много подвижни и пъргави, като правят кратки скокове и само в изключителни случаи спират или замръзват на място. Вендузите на пръстите им помагат да останат захванати за растенията.
Тази жаба е ярко оцветена и може би е най-известна заради своите широко разпространени вариации в оцветяването, включващо приблизително 15 – 30 цветни морфи. Яркото оцветяване предупреждава хищниците, че тези земноводни са отровни.

### Токсичност
Макар и да не е най-отровната от всички дърволази, тя е най-токсичният член на своя род Oophaga. Пумилиотоксинът 251D, който се отделя от този вид жаби има отрицателен стимулиращ ефект върху сърдечната функция и е сериозен разрушител на натриево-калиевите йонни канали в клетките. При поглъщането му, организмите изпитват гърчове, парализа и смърт.

## Хранене
Петнистият червен дърволаз се храни предимно с мравки, но яде и други малки насекоми, като различни акари и паяци. Установено е, че след достигане на полова зрялост, гранулираните му жлези значително се увеличават по размер и диетата му се променя.
Голяма част от токсичността си дължи на това че се храни с видове мравки от рода Brachymyrmex, които съдържат пумилиотоксини. Токсините, съдържащи се в тези мравки, се концентрират в кожните жлези на жабата и се превръщат в смъртоносна отрова.
По време на отглеждането женските жаби хранят малките си с неоплодени яйца от яйчниците си.

## Размножаване
Тези жаби проявяват висока степен на родителски грижи, като мъжките защитават и охлаждат гнездата, а женските хранят малките с неоплодените си яйца.
Когато избират партньор за чифтосване, женските избират най-близкия и ярко оцветен мъжки, а не този, който ги призовава най-гръмогласно. След чифтосването женската снася на групи от 3 до 5 яйца върху някой лист. След това мъжкият ги пази за относително кратък период от 10 – 12 дни и гарантира, че яйцата се поддържат хидратирани, като пренася до тях вода в клоаката си. Женската осигурява неоплодени яйца на малките в продължение на 6 – 8 седмици (до метаморфозата), като остава сексуално неактивна през времето на отглеждането им. Смъртността при яйцата е много висока и само около 5 – 12% от тях успяват да се превърнат в попови лъжички.
След около 10 – 15 дни яйцата се излюпват и женската транспортира поповите лъжички една по една на гърба си до някое място, изпълнено с вода. След около месец всяка попова лъжичка ще се превърне в малка жаба с размери около 11 мм, която остава в близост до своя воден източник за още няколко дни.

## Отглеждане
Тези жаби са доста популярни и се отглеждат като домашни любимци, поради своите поразителни цветове и уникален жизнен цикъл. В началото на 90-те години са били внесени в огромни количества в Съединените щати и Европа, където са били достъпни за около 75$ всяка. Оттогава обаче тези масови износи са забранени, заради което се предлагат в намалено разнообразие. В Европа този вид е много по-разнообразен и достъпен поради повишената контрабанда.
Морфата „Сини дънки“ е една от най-често срещаните в целия асортимент от видове, но е сравнително рядка в търговията с домашни любимци в САЩ. Повечето от тези животни са дошли при внос през 90-те години или са техни потомци. През 2003 г. беше забелязано, че тази морфа може да бъде намерена в цяла Коста Рика, както и в континенталната част на Панама.